# Fatim al-Arnouk
Fatim al-Amuq (tiếng Ả Rập: فطيم عرنوق, cũng đánh vần là Futtaim al-Arnouk) là một ngôi làng ở miền trung Syria, một phần hành chính của Tỉnh Homs, phía đông Homs. Nó tiếp giáp với làng al-Sayyid, phía tây Furqlus và phía nam Tell Shinan. Theo Cục Thống kê Trung ương, nó có dân số 462 trong cuộc điều tra dân số năm 2004.